# Werra-Suhl-Tal
Werra-Suhl-Tal (letteralmente: «valle della Werra e della Suhl») è una città tedesca di 6 325 abitanti nel Land della Turingia.
Non esiste alcun centro abitato con tale denominazione: si tratta pertanto di un comune sparso.

## Storia
La città di Werra-Suhl-Tal fu creata il 1º gennaio 2019 dalla fusione della città di Berka/Werra con i comuni di Dankmarshausen, Dippach e Großensee.